# Очільники Миколаєва
Очільники Миколаєва — список очільників міста Миколаєва.

## Міські голови Миколаєва в 1872—1919 роках
- Акімов Олексій Семенович (1872—1873)
- Бухтєєв Андріан Миколайович (1873—1878)
- Парізо Михайло Петрович (1878—1884)
- Даценко Василь Андрійович (1884—1888)
- Кроун Хома Єгорович (1888—1893)
- Даценко Василь Андрійович (1893—1901)
- Соковнін Олексій Миколайович (1901—1904)
- Грєховодов Петро Сілуанович (1904—1906)
- Баптизманський Іван Якимович (1906—1908)
- Леонтович Микола Павлович (1908—1917)
- Матвєєв Хрисанф Михайлович (травень—серпень 1917)
- Костенко Володимир Полієвктович (серпень 1917—січень 1918)
- Гіль Федор Іванович (травень—грудень 1918)
- Юріцин Сергій Петрович (грудень 1918—березень 1919)
- Костенко Володимир Полієвктович (березень—травень 1919)

## Голова Миколаївського виконкому Ради народних комісарів
- Зимак Олександр Йосипович (січень—березень 1918)

## Голова Ради робітничих депутатів
- Соколов Пилип Львович (березень 1919)

## Військовий комісар Миколаєва (радянський)
- Ряппо Ян Петрович (травень—серпень 1919)

## Миколаївські градоначальники
- Матвєєв Леонід Тимофійович (серпень—листопад 1919)
- Федорчук Олександр Дмитрович (листопад 1919)
- Римський-Корсаков Михайло Михайлович (грудень 1919)
- Юріцин Сергій Петрович (грудень 1919—січень 1920)

## Голови Миколаївського революційного комітету
- Соколов Пилип Львович (січень—лютий 1920)
- Крижановський Станіслав Станіславович (лютий—вересень 1920)
- Кузнєцов Степан Матвійович (1920—1921)

## Відповідальні секретарі окружного і міського комітетівКП(б)У
- Забудкін Петро Андрійович (1923)
- Холявський Борис Матвійович (1923—1924)
- Березін Олександр Йосипович (1924—1927)
- Соколов Олександр Гаврилович (1927—1929)
- Верхових Василь Мефодійович (1929—1930).

## Голови окружного і міського виконавчого комітету
- Свистун Пантелеймон Іванович (1923—1924)
- Мар'янов Андрій Самсонович (1924—1925)
- Сиволап (Голін) Полікарп Пилипович (1925—1927)
- Мануйленко Олександр Іларіонович (1927—1929)

## Голови Миколаївської міської ради
- Штемберов Євген Миколайович (1 жовтня 1929—5 січня 1930)
- Конотоп Віктор Якович (1930—1932)
- Вишневський Юлій Юлійович (1932—1933)
- Журовський Яків Львович (1933)
- Самойленко Степан Федорович (1933—1936)
- Макаров Іван Дмитрович (1936—1937)
- Карасьов Іван Кузьмич (1937—1939)

## 1-і секретарі Миколаївського міськкому КП(б)У
- Масленко Павло Федорович (1930—1932)
- Горя І.П. (1932—1933)
- Шулькін Г.І. (1933)
- Клиновський Дмитро Степанович (1933—1936)
- Красницький Йосип Михайлович (1936—1937)

## 1-і секретарі Миколаївського обкому і міськкому КП(б)У
- Волков Микола Федорович (1937—1938)
- Старигін Павло Іванович (1938—1939)
- Бутирін Сергій Іванович (1939—1941)

## Голова виконавчого комітету Миколаївської міської ради
- Моргуновський Єфрем Михайлович (1939—1941)

## Бургомістр Миколаєва
- Масикевич Орест Сидорович (1941)
- Ползунов Микола Васильович (1941—1944)

## Генеральний комісар генерального округу Миколаїв
- Евальд Опперман (1941—1944)

## 1-і секретарі Миколаївського обкому і міськкому КП(б)У в 1944—1950 роках
- Філіпов Іван Маркелович (1944—1947)
- Кириленко Андрій Павлович (1947—1950)

## Голови виконавчого комітету Миколаївської міської ради в 1944—1991 роках
- Хромов Олександр Миколайович (1944—1948)
- Михайлов Георгій Антонович (1946—1949)
- Гуров Петро Іванович (1949—1952)
- Сірченко Григорій Тихонович (1952—1957)
- Штефан Михайло Миколайович (1957—1960)
- Каранда Костянтин Йонович (1960—1961)
- Парсяк Никифор Онисимович (1961—1964)
- Яні Григорій Петрович (1964—1966)
- Брюханов Микола Григорович (1966—1974)
- Канаєв Іван Максимович (1974—1982)
- Молчанов Олександр Хомич (1982—1990)
- Шмиговський Микола Якович (1990—1991)

## 1-і секретарі Миколаївського міськкому КПУ в 1950—1991 роках
- Жуков Іван Олександрович (1950—1951)
- Радіонов Олександр Іванович (1951—.10.1954)
- Каранда Костянтин Йонович (.10.1954—1960)
- Ященко Федір Єлисейович (1960—1961)
- Васляєв Володимир Олександрович (1961—1963)
- Васляєв Володимир Олександрович (1964—1965)
- Саліхов Анатолій Володимирович (1966—1968)
- Шараєв Леонід Гаврилович (1968—1973)
- Шорін Едуард Олексійович (1973—1983)
- Бобирєв Микола Васильович (1983—1987)
- Матвєєв Володимир Йосипович (1987—1989)
- Новожилов Володимир Костянтинович (1989—1991)

## Міські голови Миколаєва з 1991 року
- Сандюк Юрій Іванович (1991—1994)
- Бердніков Олександр Якович (1994—1998)
- Олійник Анатолій Олексійович (1998—2000)
- Балакірєв Микола Валерійович (2000, в.о.)
- Чайка Володимир Дмитрович (2000—2013)
- Коренюгін Володимир Іванович (2013, в.о.)
- Гранатуров Юрій Ісайович (2013—2015)
- Сєнкевич Олександр Федорович (2015—2017)
- Казакова Тетяна Вікторівна (2017—2018, в.о.)
- Сєнкевич Олександр Федорович (2018—чинний)